# Ataenius endroedyyoungai
Ataenius endroedyyoungai är en skalbaggsart som beskrevs av S. Endrödi 1973. Ataenius endroedyyoungai ingår i släktet Ataenius och familjen Aphodiidae. Inga underarter finns listade.